# Spijkerbed

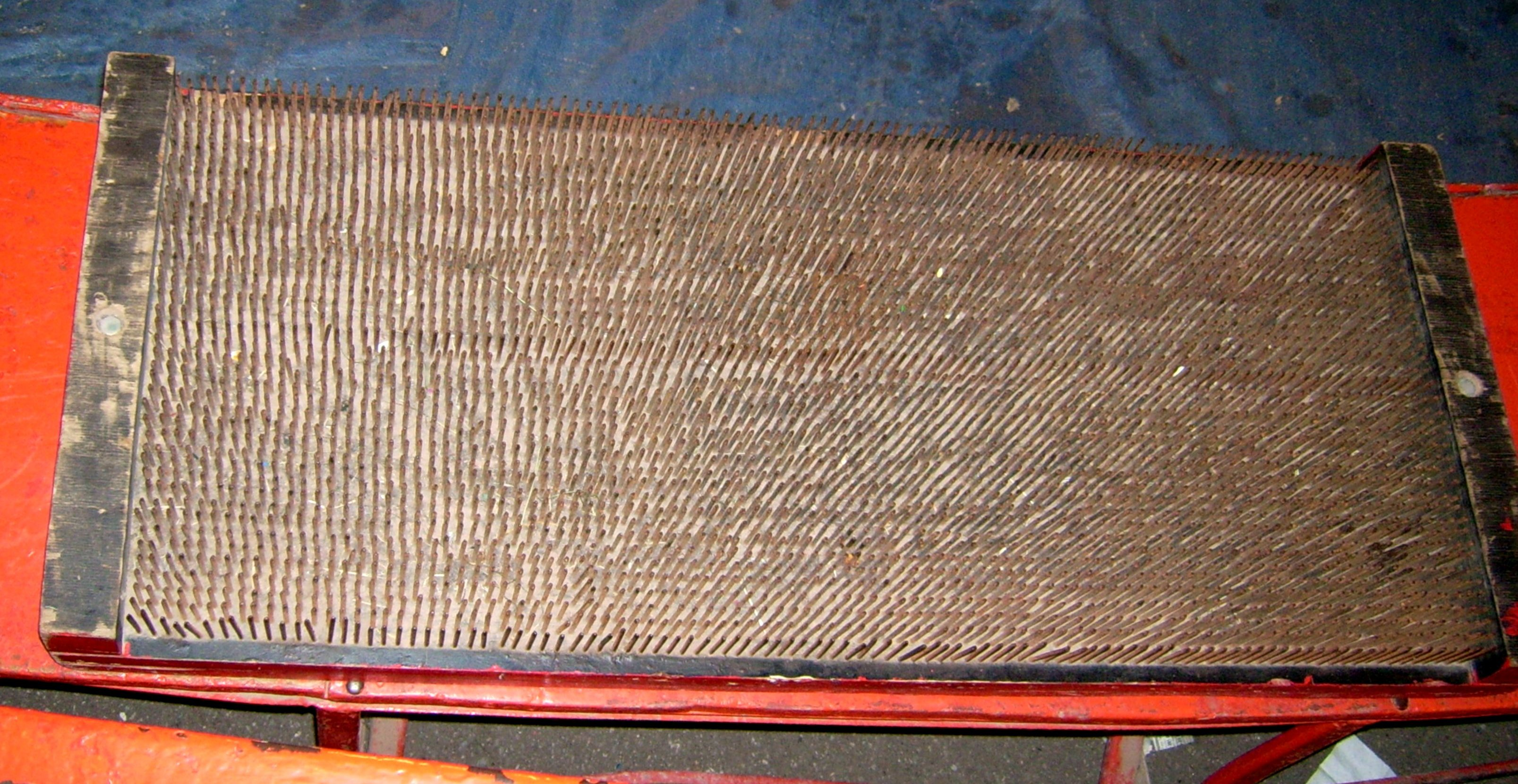
Een traditioneel spijkerbed

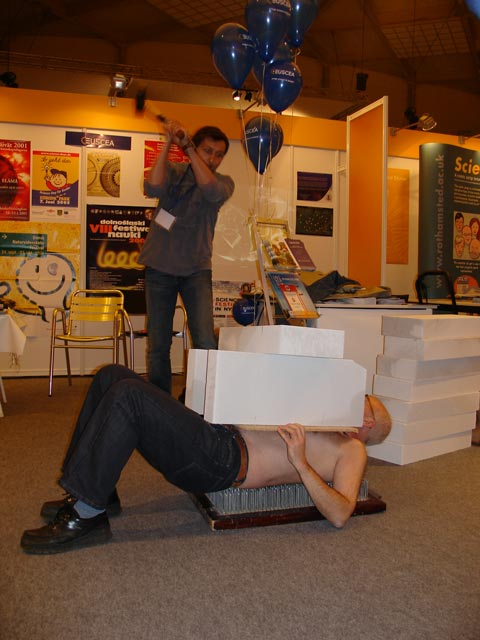
De goocheltruc wordt uitgevoerd op een "fakir"

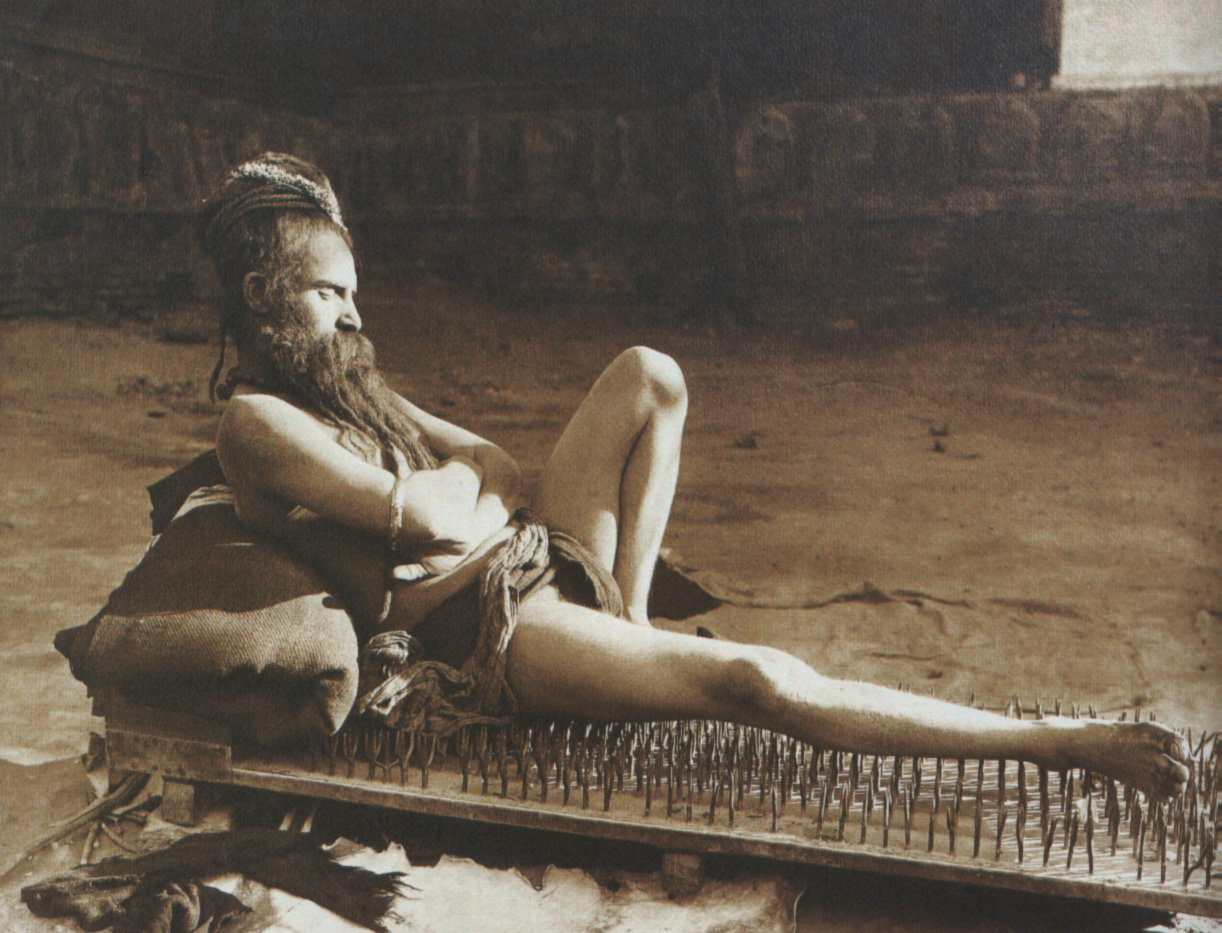
"A fakir in Benares"
Herbert Ponting, 1907 (Varanasi, India)

Een spijkerbed is een rechthoekig stuk hout, in de grootte van een bed, met omhoogstekende spijkers die uit het hout steken. Meestal wordt aangenomen dat een persoon verwondingen zal oplopen als hij of zij plaatsneemt op het bed, maar het tegendeel blijkt. Gezien het groot aantal spijkers wordt het gewicht verdeeld, zodat het gewicht dat elke spijker draagt niet genoeg is om de huid van de persoon te breken. 
Het gebruik van een spijkerbed wordt voornamelijk toegepast bij goochelkunsten of natuurkundige demonstraties. Een bekend voorbeeld is dat een goochelaar een persoon plaats laat nemen op een bed met duizenden spijkers, een aantal betonblokken op deze persoon legt en met een hamer krachtig op de betonblokken slaat. De vrijwilliger blijft ongedeerd, maar de betonblokken breken: De kracht van de hamer wordt verspreid over de duizenden spijkers, wat resulteert in terugkaatsende kracht. Het gevaarlijkste moment is het opstaan en gaan liggen; er wordt immers meer gewicht geplaatst op minder spijkers. De meeste spijkerbedden hebben daarom relingen om de gebruikers te ondersteunen bij het gaan liggen en het opstaan.  
Afgelopen jaren zijn er bedden ontwikkeld waarbij de spijkers geleidelijk omhoogkomen als de gebruiker al ligt. Op het moment dat de gebruiker wil opstaan worden de spijkers eerst teruggetrokken in het bed waardoor het gevaar van verwonding helemaal verdwenen is. 
In India en andere Aziatische landen is het liggen op een spijkerbed veelal onderdeel van meditatieoefeningen.